# Micromonodes semiluna
Micromonodes semiluna är en fjärilsart som beskrevs av Paul Dognin 1914. Micromonodes semiluna ingår i släktet Micromonodes och familjen nattflyn. Inga underarter finns listade i Catalogue of Life.